# Александровка (Знаменский район)
Александровка — село в Знаменском районе, Тамбовской области России. Административный центр сельского поселения Александровский сельсовет

## География
Находится в центральной части региона, в лесостепной зоне, на реке Кариан.

### Климат
Климат характеризуется как умеренно континентальный, относительно сухой, с тёплым летом и холодной продолжительной зимой. Среднегодовое количество осадков составляет около 550 мм, из которых большая часть выпадает в тёплый период. Снежный покров устанавливается в середине декабря и держится в течение 138 дней.

## История
Деревня была основана в 1816 году, когда сёстры Загряжские, владельцы земельной собственности, переместили 366 крепостных крестьян в это место из своей вотчины в Знаменке.

## Население
| 2010 |
| ---- |
| 624  |

## Инфраструктура
Александровский филиал с дошкольным отделением МБОУ Знаменская средняя общеобразовательная школа.
Установлен обелиск Воинам, павшим в годы Великой Отечественной войны.

## Транспорт
Село доступно автотранспортом. Остановка общественного транспорта «Александровка».